# Рабочие резервы Республики Сербской
Рабочие резервы Республики Сербской (серб. Робне резерве Републике Српске), или Общественное предприятие «Робне резерве Републике Српске» Баня-Луки (серб. Јавно предузеће „Робне резерве Републике Српске“ а. д. Бања Лука) — организация, управляющая рабочими резервами Республики Сербской.

## Организация
Предприятие основано в конце 2011 году на основании «Закона о рабочих резервах» и стало правопреемником Республиканской дирекции по рабочим резервам. Классифицируется как закрытое акционерное общество с полным пакетом акций у Республики Сербской, штаб находится в Баня-Луке. Органами являются совет (роль играет Правительство Республики Сербской), наблюдательный комитет и управление.

## Деятельность
Рабочие резервы Республики Сербской занимаются оптовой и розничной торговлей сельскохозяйственной продукцией, сырьём и животными, животноводством, торговлей транспортом и грузоперевозками, услугами хранения, внешней торговлей и другими формами торговли и промышленности.
К рабочим резервам в стране относятся:
- основные сельскохозяйственные продукты (в том числе и мясо в живом скоте) и переработанные промышленным способом пищевые продукты,
- промышленные непищевые продукты (сырьё, материал для производства, энергетические продукты, промышленные товары и нефтепродукты, необходимые для производства лекарственных средств, товаров медицинского назначения, а также медицинско-ветеринарных и других средств),
- продукты, необходимые для производства и транспортировки товаров, имеющих особое значение для Республики Сербской,
- все подарки и материальная помощь в любом денежном эквиваленте.

План развития резервов утверждается Правительством РС на период от 5 лет.